# FIS Cup w skokach narciarskich 2023/2024
FIS Cup w skokach narciarskich 2023/2024 – 19. edycja FIS Cupu, która rozpoczęła się 26 sierpnia 2023 w Szczyrku, a zakończyła 15 marca 2024 w Zakopanem. W ramach cyklu rozegrano 20 konkursy (8 latem oraz 12 zimą).
Oficjalny kalendarz cyklu został zatwierdzony 24 maja 2023 podczas posiedzenia Rady FIS w Dubrowniku.
14 sierpnia 2023 poinformowano o odwołaniu zawodów w Ljubnie, które miały odbyć się w dniach 2–3 września, z powodu rozległych powodzi, które nawiedziły Słowenię w tamtym czasie.
Zawody w Villach, pierwotnie zaplanowane na 9–10 września 2023, przeniesiono na termin 7–8 października.
We wrześniu 2023 Międzynarodowa Federacja Narciarska poinformowała, iż do kalendarza zostały dodane dodatkowe  konkursy w Râșnovie, zaplanowane na 14–15 października.
Zaplanowane na 23–24 lutego 2024 zawody w Villach zostały odwołane z powodu niekorzystnych prognoz pogody.
Z powodu dodatnich temperatur i problemów z roztapiającym się śniegiem zaplanowane na 2–3 marca 2024 zawody w Oberhofie zostały rozegrane w trybie hybrydowym (konkursy rozgrywane na igelicie z zastosowaniem lodowych torów najazdowych). Z tych samych powodów również zawody w Zakopanem zaplanowane na 14–15 marca 2024 zostały rozegrane w tej formie.

## Kalendarz zawodów
| Źródło               | Źródło               | Źródło               | Źródło               | Źródło               | Źródło               | Źródło               | Źródło                        |          |
| Lp.                  | Data                 | Miejscowość          | HS                   | Uwagi                | 1. miejsce           | 2. miejsce           | 3. miejsce                    |          |
| -------------------- | -------------------- | -------------------- | -------------------- | -------------------- | -------------------- | -------------------- | ----------------------------- | -------- |
| 1.                   | 26 sierpnia 2023     | Szczyrk              | HS104                | –                    | Niklas Bachlinger    | Jonas Schuster       | Klemens Murańka               |          |
| 2.                   | 27 sierpnia 2023     | Szczyrk              | HS104                | –                    | Klemens Murańka      | Jonas Schuster       | Adrian Tittel                 |          |
| —                    | 2 września 2023      | Ljubno               | HS94                 | [ a ]                | odwołany             | odwołany             | odwołany                      |          |
| —                    | 3 września 2023      | Ljubno               | HS94                 | [ a ]                | odwołany             | odwołany             | odwołany                      |          |
| 3.                   | 16 września 2023     | Einsiedeln           | HS117                | –                    | Francisco Mörth      | Remo Imhof           | Simon Steinbeißer             |          |
| 4.                   | 17 września 2023     | Einsiedeln           | HS117                | –                    | Matija Vidic         | Francisco Mörth      | Andrzej Stękała               |          |
| 5.                   | 7 października 2023  | Villach              | HS98                 | [ b ]                | Stefan Rainer        | Timon-Pascal Kahofer | Francisco Mörth               |          |
| 6.                   | 8 października 2023  | Villach              | HS98                 | [ c ]                | Stefan Rainer        | Timon-Pascal Kahofer | Francisco Mörth               |          |
| 7.                   | 14 października 2023 | Râșnov               | HS97                 | –                    | Francisco Mörth      | Stefan Rainer        | Simon Steinbeißer             |          |
| 8.                   | 15 października 2023 | Râșnov               | HS97                 | –                    | Francisco Mörth      | Stefan Rainer        | Jason Colby                   |          |
| 9.                   | 9 grudnia 2023       | Kandersteg           | HS106                | [ d ]                | Marco Wörgötter      | Stephan Embacher     | Stefan Rainer                 |          |
| 10.                  | 10 grudnia 2023      | Kandersteg           | HS106                | –                    | Stephan Embacher     | Stefan Rainer        | Marco Wörgötter               |          |
| 11.                  | 15 grudnia 2023      | Notodden             | HS98                 | –                    | Francisco Mörth      | Stefan Rainer        | Ulrich Wohlgenannt            |          |
| 12.                  | 16 grudnia 2023      | Notodden             | HS98                 | –                    | Stefan Rainer        | Francisco Mörth      | Marco Wörgötter               |          |
| 13.                  | 6 stycznia 2024      | Falun                | HS100                | –                    | Ulrich Wohlgenannt   | Adrian Tittel        | Markus Rupitsch               |          |
| 14.                  | 7 stycznia 2024      | Falun                | HS100                | –                    | Ulrich Wohlgenannt   | Timon-Pascal Kahofer | Markus Rupitsch Adrian Tittel |          |
| 15.                  | 3 lutego 2024        | Szczyrk              | HS104                | –                    | Hannes Landerer      | Marco Wörgötter      | Stefan Rainer David Haagen    |          |
| 16.                  | 4 lutego 2024        | Szczyrk              | HS104                | –                    | Hannes Landerer      | Markus Rupitsch      | Marco Wörgötter               |          |
| —                    | 23 lutego 2024       | Villach              | HS98                 | [ e ]                | odwołany             | odwołany             | odwołany                      |          |
| —                    | 24 lutego 2024       | Villach              | HS98                 | [ e ]                | odwołany             | odwołany             | odwołany                      | odwołany |
| 17.                  | 2 marca 2024         | Oberhof              | HS100                | [ f ]                | Timon-Pascal Kahofer | Ulrich Wohlgenannt   | Stefan Rainer                 |          |
| 18.                  | 3 marca 2024         | Oberhof              | HS100                | [ f ]                | Ulrich Wohlgenannt   | Timon-Pascal Kahofer | Finn Braun                    |          |
| 19.                  | 14 marca 2024        | Zakopane             | HS140                | [ f ]                | Danił Wasiljew       | Martin Hamann        | Ulrich Wohlgenannt            |          |
| 20.                  | 15 marca 2024        | Zakopane             | HS140                | [ f ]                | Stefan Rainer        | Johannes Pölz        | Ulrich Wohlgenannt            |          |
| Klasyfikacja końcowa | Klasyfikacja końcowa | Klasyfikacja końcowa | Klasyfikacja końcowa | Klasyfikacja końcowa | Stefan Rainer        | Francisco Mörth      | Timon-Pascal Kahofer          |          |

## Statystyki indywidualne
| Źródło | Źródło        | Źródło        | Źródło           | Źródło           | Źródło       | Źródło       | Źródło       | Źródło       | Źródło          | Źródło           | Źródło         | Źródło         | Źródło     | Źródło     | Źródło       | Źródło       | Źródło        | Źródło        | Źródło         | Źródło         | Źródło  | Źródło  |
| Zawodnik | Szczyrk 26.08 | Szczyrk 27.08 | Einsiedeln 16.09 | Einsiedeln 17.09 | Villach 7.10 | Villach 8.10 | Râșnov 14.10 | Râșnov 15.10 | Kandersteg 9.12 | Kandersteg 10.12 | Notodden 15.12 | Notodden 16.12 | Falun 6.01 | Falun 7.01 | Szczyrk 3.02 | Szczyrk 4.02 | Oberhof 02.03 | Oberhof 03.03 | Zakopane 14.03 | Zakopane 15.03 |         |         |
| Austria | Austria       | Austria       | Austria          | Austria          | Austria      | Austria      | Austria      | Austria      | Austria         | Austria          | Austria        | Austria        | Austria    | Austria    | Austria      | Austria      | Austria       | Austria       | Austria        | Austria        | Austria | Austria |
| --- | ------------- | ------------- | ---------------- | ---------------- | ------------ | ------------ | ------------ | ------------ | --------------- | ---------------- | -------------- | -------------- | ---------- | ---------- | ------------ | ------------ | ------------- | ------------- | -------------- | -------------- | ------- | ------- |
| Tobias Bachleitner | –             | –             | –                | –                | 39           | 44           | –            | –            | –               | –                | –              | –              | –          | –          | –            | –            | –             | –             | –              | –              |         |         |
| Niklas Bachlinger | 1             | 5             | –                | –                | 4            | 11           | –            | –            | 20              | 19               | –              | –              | –          | –          | 10           | 8            | 4             | 6             | 6              | 24             |         |         |
| Thomas Benedik | –             | –             | –                | –                | 47           | 48           | –            | –            | –               | –                | –              | –              | –          | –          | –            | –            | –             | –             | –              | –              |         |         |
| Erik Dölderer | –             | –             | –                | –                | 51           | 50           | –            | –            | –               | –                | –              | –              | –          | –          | –            | –            | –             | –             | –              | –              |         |         |
| Stephan Embacher | –             | –             | –                | –                | –            | –            | –            | –            | 2               | 1                | –              | –              | –          | –          | –            | –            | –             | –             | –              | –              |         |         |
| André Fussenegger | –             | –             | 6                | 9                | 7            | 12           | –            | –            | 41              | 10               | 12             | 21             | 11         | 19         | –            | –            | 10            | 19            | –              | –              |         |         |
| David Haagen | 19            | 30            | 19               | 26               | 6            | 8            | –            | –            | 12              | 7                | 8              | 5              | –          | –          | 3            | 15           | 13            | 7             | 25             | 30             |         |         |
| Lukas Haagen | –             | –             | 14               | 14               | –            | –            | –            | –            | –               | –                | –              | –              | 14         | 10         | 8            | 4            | –             | –             | 13             | 12             |         |         |
| Fabian Held | –             | –             | –                | –                | 21           | 13           | –            | –            | –               | –                | –              | –              | –          | –          | –            | –            | –             | –             | –              | –              |         |         |
| Michael Hofer-Zauner | –             | –             | 35               | 32               | 22           | 16           | –            | –            | –               | –                | –              | –              | –          | –          | –            | –            | –             | –             | –              | –              |         |         |
| Nikolaus Humml | –             | –             | –                | –                | 30           | 38           | –            | –            | –               | –                | –              | –              | 20         | 12         | –            | –            | –             | –             | –              | –              |         |         |
| Tobias Hussl | –             | –             | 30               | 40               | –            | –            | –            | –            | –               | –                | –              | –              | –          | –          | –            | –            | –             | –             | –              | –              |         |         |
| Timon-Pascal Kahofer | 19            | 23            | –                | –                | 2            | 2            | –            | –            | 6               | 6                | 6              | 4              | 6          | 2          | –            | –            | 1             | 2             | 4              | 4              |         |         |
| Hannes Landerer | –             | –             | –                | –                | –            | –            | –            | –            | –               | –                | –              | –              | 12         | 12         | 1            | 1            | –             | –             | –              | –              |         |         |
| Elias Medwed | 31            | 59            | –                | –                | –            | –            | –            | –            | –               | –                | –              | –              | 10         | 30         | –            | –            | 27            | 29            | –              | –              |         |         |
| Jannik Morin | –             | –             | 34               | 27               | 35           | 36           | –            | –            | –               | –                | –              | –              | –          | –          | –            | –            | –             | –             | –              | –              |         |         |
| Francisco Mörth | 9             | 4             | 1                | 2                | 3            | 3            | 1            | 1            | –               | –                | 1              | 2              | –          | –          | –            | –            | –             | –             | –              | –              |         |         |
| Louis Obersteiner | –             | –             | 13               | 17               | –            | –            | –            | –            | –               | –                | –              | –              | –          | –          | –            | –            | 15            | 20            | –              | –              |         |         |
| Johannes Pölz | –             | –             | –                | –                | –            | –            | –            | –            | –               | –                | –              | –              | 5          | 6          | –            | –            | –             | –             | 7              | 2              |         |         |
| Stefan Rainer | 4             | 14            | 4                | 10               | 1            | 1            | 2            | 2            | 3               | 2                | 2              | 1              | –          | –          | 3            | 7            | 3             | 4             | 5              | 1              |         |         |
| Janni Reisenauer | 35            | 38            | –                | –                | 5            | 6            | –            | –            | 18              | 10               | –              | –              | –          | –          | 11           | 11           | –             | –             | –              | –              |         |         |
| Felix Resinger | –             | –             | –                | –                | 44           | 41           | –            | –            | –               | –                | –              | –              | –          | –          | –            | –            | –             | –             | –              | –              |         |         |
| Peter Resinger | –             | –             | –                | –                | 11           | 18           | –            | –            | –               | –                | –              | –              | –          | –          | –            | –            | –             | –             | –              | –              |         |         |
| Markus Rupitsch | 16            | 22            | 8                | 7                | 13           | 15           | –            | –            | –               | –                | 7              | 8              | 3          | 3          | 5            | 2            | –             | –             | –              | –              |         |         |
| Jonas Schuster | 2             | 2             | –                | –                | –            | –            | –            | –            | –               | –                | –              | –              | –          | –          | –            | –            | –             | –             | –              | –              |         |         |
| Julijan Smid | –             | –             | –                | –                | 19           | 10           | –            | –            | 24              | 15               | 11             | 16             | –          | –          | 19           | 20           | 7             | 5             | 27             | 23             |         |         |
| Clemens Vinatzer | –             | –             | –                | –                | 31           | 30           | –            | –            | –               | –                | –              | –              | –          | –          | –            | –            | –             | –             | 32             | 18             |         |         |
| Ulrich Wohlgenannt | 8             | 11            | –                | –                | –            | –            | –            | –            | 7               | 4                | 3              | 6              | 1          | 1          | –            | –            | 2             | 1             | 3              | 3              |         |         |
| Marco Wörgötter | –             | –             | –                | –                | –            | –            | –            | –            | 1               | 3                | 5              | 3              | –          | –          | 2            | 3            | –             | –             | –              | –              |         |         |
| Maximilian Zaller | –             | –             | –                | –                | 43           | 34           | –            | –            | –               | –                | –              | –              | –          | –          | –            | –            | –             | –             | –              | –              |         |         |
| Raffael Zimmermann | –             | –             | –                | –                | –            | –            | –            | –            | –               | –                | 9              | 7              | 9          | 7          | 6            | 10           | 5             | 8             | 20             | 13             |         |         |
| Bułgaria |               |               |                  |                  |              |              |              |              |                 |                  |                |                |            |            |              |              |               |               |                |                |         |         |
| Krasimir Simitczijski | –             | –             | –                | –                | –            | –            | 20           | 18           | –               | –                | –              | –              | –          | –          | –            | –            | –             | –             | –              | –              |         |         |
| Chiny |               |               |                  |                  |              |              |              |              |                 |                  |                |                |            |            |              |              |               |               |                |                |         |         |
| Lü Yixin | –             | –             | –                | –                | –            | –            | –            | –            | 34              | 28               | 46             | 30             | –          | –          | –            | –            | –             | –             | –              | –              |         |         |
| Ren Haoran | –             | –             | –                | –                | –            | –            | –            | –            | 69              | 69               | 63             | 66             | –          | –          | –            | –            | –             | –             | –              | –              |         |         |
| Zhen Weijie | –             | –             | –                | –                | –            | –            | –            | –            | dns             | 56               | 52             | 43             | –          | –          | –            | –            | –             | –             | –              | –              |         |         |
| Zheng Pengbo | –             | –             | –                | –                | –            | –            | –            | –            | 57              | 63               | 54             | 61             | –          | –          | –            | –            | –             | –             | –              | –              |         |         |
| Zhou Xiaoyang | –             | –             | –                | –                | –            | –            | –            | –            | 65              | 58               | 40             | 40             | –          | –          | –            | –            | –             | –             | –              | –              |         |         |
| Zhu Honglin | –             | –             | –                | –                | –            | –            | –            | –            | 45              | 48               | 62             | 49             | –          | –          | –            | –            | –             | –             | –              | –              |         |         |
| Czechy |               |               |                  |                  |              |              |              |              |                 |                  |                |                |            |            |              |              |               |               |                |                |         |         |
| Josef Buchar | –             | –             | –                | –                | –            | –            | –            | –            | –               | –                | –              | –              | 27         | 31         | 23           | 18           | 28            | 23            | 48             | 53             |         |         |
| Jiří Černý | –             | –             | –                | –                | –            | –            | –            | –            | –               | –                | –              | –              | –          | –          | 70           | 66           | 54            | 60            | –              | –              |         |         |
| Kryštof Hauser | 53            | 56            | –                | –                | 39           | 28           | –            | –            | 61              | 50               | 33             | 38             | –          | –          | 46           | 40           | 36            | 50            | 69             | dns            |         |         |
| František Holík | –             | –             | –                | –                | –            | –            | –            | –            | –               | –                | –              | –              | 41         | 38         | 45           | 38           | 37            | 45            | –              | –              |         |         |
| Benedikt Holub | –             | –             | –                | –                | 26           | 26           | –            | –            | 48              | 26               | 19             | 34             | –          | –          | –            | –            | –             | –             | 59             | dns            |         |         |
| Filip Křenek | –             | –             | –                | –                | 55           | 52           | –            | –            | –               | –                | –              | –              | –          | –          | 59           | 64           | –             | –             | –              | –              |         |         |
| Štěpán Kysel | –             | –             | –                | –                | 53           | 54           | –            | –            | –               | –                | –              | –              | –          | –          | –            | –            | –             | –             | –              | –              |         |         |
| Radek Rýdl | 28            | 20            | –                | –                | 37           | 33           | –            | –            | 38              | 22               | 18             | 15             | –          | –          | –            | –            | 17            | 36            | 68             | dns            |         |         |
| David Rygl | 29            | 44            | –                | –                | 45           | 42           | –            | –            | 53              | 59               | –              | –              | –          | –          | –            | –            | 38            | 40            | 65             | 62             |         |         |
| Vojta Stolarz | –             | –             | –                | –                | 50           | 49           | –            | –            | –               | –                | –              | –              | –          | –          | –            | –            | –             | –             | –              | –              |         |         |
| Daniel Škarka | –             | –             | –                | –                | 42           | 53           | –            | –            | 50              | 51               | 20             | 23             | 22         | 23         | 35           | 37           | 47            | 34            | 61             | 56             |         |         |
| Petr Vaverka | 64            | 47            | –                | –                | –            | –            | –            | –            | –               | –                | –              | –              | –          | –          | –            | –            | –             | –             | –              | –              |         |         |
| Estonia |               |               |                  |                  |              |              |              |              |                 |                  |                |                |            |            |              |              |               |               |                |                |         |         |
| Andero Kapp | –             | –             | –                | –                | –            | –            | –            | –            | 52              | 65               | –              | –              | –          | –          | 53           | 51           | –             | –             | –              | –              |         |         |
| Kevin Maltsev | –             | –             | –                | –                | –            | –            | –            | –            | –               | –                | –              | –              | –          | –          | 49           | 25           | –             | –             | –              | –              |         |         |
| Kaimar Vagul | 23            | 26            | 5                | 11               | –            | –            | –            | –            | 30              | 33               | –              | –              | –          | –          | 14           | 26           | –             | –             | –              | –              |         |         |
| Finlandia |               |               |                  |                  |              |              |              |              |                 |                  |                |                |            |            |              |              |               |               |                |                |         |         |
| Mico Ahonen | –             | –             | –                | –                | –            | –            | –            | –            | –               | –                | –              | –              | 19         | 10         | –            | –            | –             | –             | –              | –              |         |         |
| Timi Heiskanen | –             | –             | –                | –                | –            | –            | –            | –            | 19              | 39               | –              | –              | 33         | 40         | –            | –            | –             | –             | –              | –              |         |         |
| Veeti Hyvärinen | –             | –             | –                | –                | –            | –            | –            | –            | –               | –                | 61             | 57             | –          | –          | –            | –            | –             | –             | –              | –              |         |         |
| Henri Kavilo | –             | –             | –                | –                | –            | –            | –            | –            | –               | –                | –              | –              | 24         | 22         | –            | –            | –             | –             | 26             | 37             |         |         |
| Eeli Keränen | –             | –             | –                | –                | –            | –            | –            | –            | –               | –                | 47             | 39             | –          | –          | –            | –            | –             | –             | –              | –              |         |         |
| Tuomas Kinnunen | –             | –             | –                | –                | –            | –            | –            | –            | –               | –                | 16             | 24             | 34         | 25         | –            | –            | –             | –             | –              | –              |         |         |
| Tomas Kuisma | –             | –             | –                | –                | –            | –            | –            | –            | –               | –                | –              | –              | 31         | 28         | –            | –            | –             | –             | 53             | 59             |         |         |
| Tuomas Meis | –             | –             | –                | –                | –            | –            | –            | –            | 63              | 52               | –              | –              | 35         | 33         | –            | –            | –             | –             | 62             | 47             |         |         |
| Juho Ojala | –             | –             | –                | –                | –            | –            | –            | –            | –               | –                | 51             | 55             | –          | –          | –            | –            | –             | –             | –              | –              |         |         |
| Vilho Palosaari | –             | –             | –                | –                | –            | –            | –            | –            | –               | –                | –              | –              | 15         | 14         | –            | –            | –             | –             | –              | –              |         |         |
| Arttu Pohjola | –             | –             | –                | –                | –            | –            | –            | –            | –               | –                | –              | –              | 40         | 27         | –            | –            | –             | –             | –              | –              |         |         |
| Paavo Romppainen | –             | –             | –                | –                | –            | –            | –            | –            | 15              | 43               | –              | –              | 36         | 26         | –            | –            | –             | –             | 14             | 14             |         |         |
| Onni Kasperi Sivén | –             | –             | –                | –                | –            | –            | –            | –            | –               | –                | 39             | 58             | –          | –          | –            | –            | –             | –             | –              | –              |         |         |
| Riku Vartiainen | –             | –             | –                | –                | –            | –            | –            | –            | 44              | 67               | –              | –              | 45         | 41         | –            | –            | –             | –             | –              | –              |         |         |
| Francja |               |               |                  |                  |              |              |              |              |                 |                  |                |                |            |            |              |              |               |               |                |                |         |         |
| Alessandro Batby | –             | –             | –                | –                | –            | –            | –            | –            | 26              | 60               | –              | –              | –          | –          | –            | –            | –             | –             | –              | –              |         |         |
| Jules Chervet | –             | –             | –                | –                | –            | –            | –            | –            | 13              | 21               | –              | –              | –          | –          | –            | –            | –             | –             | 11             | 7              |         |         |
| Matti Delaup | –             | –             | 58               | 59               | –            | –            | –            | –            | –               | –                | –              | –              | –          | –          | –            | –            | –             | –             | –              | –              |         |         |
| Julien Gay | –             | –             | 31               | 34               | –            | –            | –            | –            | 31              | 25               | –              | –              | –          | –          | –            | –            | 44            | 41            | –              | –              |         |         |
| Faustin Moureaux | –             | –             | 41               | 51               | –            | –            | –            | –            | 43              | dsq              | –              | –              | –          | –          | –            | –            | 50            | 39            | –              | –              |         |         |
| Anoki Pouradier | –             | –             | 54               | 52               | –            | –            | –            | –            | –               | –                | –              | –              | –          | –          | –            | –            | 56            | 54            | –              | –              |         |         |
| Ari Repellin | –             | –             | –                | –                | –            | –            | –            | –            | 28              | 41               | –              | –              | –          | –          | –            | –            | 14            | 17            | 41             | 26             |         |         |
| Maxence Rivière | –             | –             | 62               | 61               | –            | –            | –            | –            | –               | –                | –              | –              | –          | –          | –            | –            | –             | –             | –              | –              |         |         |
| Mathéo Vernier | –             | –             | 10               | 20               | –            | –            | –            | –            | 51              | 53               | –              | –              | –          | –          | –            | –            | 55            | 58            | –              | –              |         |         |
| Sébastien Woodbridge | –             | –             | 42               | 50               | –            | –            | –            | –            | –               | –                | –              | –              | –          | –          | –            | –            | 24            | 38            | –              | –              |         |         |
| Japonia |               |               |                  |                  |              |              |              |              |                 |                  |                |                |            |            |              |              |               |               |                |                |         |         |
| Ryūsei Ikeda | –             | –             | 16               | 19               | –            | –            | –            | –            | –               | –                | –              | –              | –          | –          | –            | –            | –             | –             | –              | –              |         |         |
| Sakutarō Kobayashi | –             | –             | 53               | 23               | –            | –            | –            | –            | –               | –                | –              | –              | –          | –          | –            | –            | –             | –             | 8              | 17             |         |         |
| Tatsunao Kobayashi | –             | –             | 40               | 43               | –            | –            | –            | –            | 62              | 46               | –              | –              | –          | –          | –            | –            | –             | –             | –              | –              |         |         |
| Sōta Kudō | –             | –             | 24               | 28               | –            | –            | –            | –            | –               | –                | –              | –              | –          | –          | –            | –            | –             | –             | –              | –              |         |         |
| Keita Miyazaki | –             | –             | 59               | 42               | –            | –            | –            | –            | –               | –                | –              | –              | –          | –          | –            | –            | –             | –             | –              | –              |         |         |
| Tomofumi Naitō | –             | –             | –                | –                | –            | –            | –            | –            | –               | –                | –              | –              | –          | –          | –            | –            | –             | –             | 10             | 19             |         |         |
| Asahi Sakano | –             | –             | –                | –                | –            | –            | –            | –            | –               | –                | –              | –              | –          | –          | –            | –            | –             | –             | 35             | 51             |         |         |
| Daimatsu Takehana | –             | –             | 29               | 44               | –            | –            | –            | –            | –               | –                | –              | –              | –          | –          | –            | –            | –             | –             | –              | –              |         |         |
| Taku Takeuchi | –             | –             | –                | –                | –            | –            | –            | –            | –               | –                | –              | –              | –          | –          | –            | –            | –             | –             | 28             | 32             |         |         |
| Tarō Yamakawa | –             | –             | 52               | 52               | –            | –            | –            | –            | –               | –                | –              | –              | –          | –          | –            | –            | –             | –             | –              | –              |         |         |
| Kanchi Yamane | –             | –             | 38               | 22               | –            | –            | –            | –            | –               | –                | –              | –              | –          | –          | –            | –            | –             | –             | –              | –              |         |         |
| Kanada |               |               |                  |                  |              |              |              |              |                 |                  |                |                |            |            |              |              |               |               |                |                |         |         |
| Mitchell Penning | –             | –             | –                | –                | –            | –            | –            | –            | –               | –                | 67             | 64             | –          | –          | –            | –            | –             | –             | –              | –              |         |         |
| Tarik VanWieren | –             | –             | –                | –                | –            | –            | –            | –            | –               | –                | 53             | 51             | –          | –          | –            | –            | –             | –             | –              | –              |         |         |
| Kazachstan |               |               |                  |                  |              |              |              |              |                 |                  |                |                |            |            |              |              |               |               |                |                |         |         |
| Magżan Amangieldyuły | 46            | 48            | 48               | 55               | 49           | dsq          | –            | –            | 68              | 68               | 54             | 67             | –          | –          | –            | –            | –             | –             | 63             | 60             |         |         |
| Daniił Badienko | –             | –             | –                | –                | –            | –            | –            | –            | –               | –                | 66             | 60             | –          | –          | –            | –            | –             | –             | 72             | 68             |         |         |
| Nikita Diewiatkin | 60            | 60            | –                | –                | 54           | 40           | –            | –            | –               | –                | –              | –              | –          | –          | –            | –            | –             | –             | –              | –              |         |         |
| Ilszat Kadyrow | 76            | 72            | –                | –                | –            | –            | –            | –            | –               | –                | 57             | 48             | –          | –          | –            | –            | –             | –             | 76             | 66             |         |         |
| Daniił Kalinkin | –             | –             | –                | –                | –            | –            | –            | –            | –               | –                | 60             | 62             | –          | –          | –            | –            | –             | –             | 75             | dsq            |         |         |
| Dawyd Kaszkarow | 73            | 76            | –                | –                | –            | –            | –            | –            | –               | –                | –              | –              | –          | –          | –            | –            | –             | –             | –              | –              |         |         |
| Artiom Mieszkow | –             | –             | –                | –                | –            | –            | –            | –            | –               | –                | 64             | 63             | –          | –          | –            | –            | –             | –             | 71             | 64             |         |         |
| Ilja Miziernych | 42            | 34            | –                | –                | –            | –            | –            | –            | –               | –                | –              | –              | –          | –          | –            | –            | –             | –             | 15             | 11             |         |         |
| Swiatosław Nazarienko | 58            | 52            | –                | –                | –            | –            | –            | –            | –               | –                | –              | –              | –          | –          | –            | –            | –             | –             | 52             | 50             |         |         |
| Ilja Szylnikow | –             | –             | –                | –                | –            | –            | –            | –            | –               | –                | dsq            | 65             | –          | –          | –            | –            | –             | –             | 66             | 69             |         |         |
| Siergiej Tkaczenko | –             | –             | –                | –                | –            | –            | –            | –            | –               | –                | 23             | 18             | –          | –          | –            | –            | –             | –             | 23             | 42             |         |         |
| Danił Wasiljew | 17            | 9             | –                | –                | –            | –            | –            | –            | –               | –                | –              | –              | –          | –          | –            | –            | –             | –             | 1              | 9              |         |         |
| Korea Południowa |               |               |                  |                  |              |              |              |              |                 |                  |                |                |            |            |              |              |               |               |                |                |         |         |
| Jang Sun-woong | –             | –             | 49               | 56               | –            | –            | –            | –            | 25              | 44               | 57             | 28             | –          | –          | –            | –            | dns           | dns           | –              | –              |         |         |
| Yang Seung-chan | –             | –             | 57               | 58               | –            | –            | –            | –            | 67              | 47               | 44             | 56             | –          | –          | –            | –            | dns           | dns           | –              | –              |         |         |
| Niemcy |               |               |                  |                  |              |              |              |              |                 |                  |                |                |            |            |              |              |               |               |                |                |         |         |
| Ben Bayer | –             | –             | 17               | 35               | 33           | 25           | –            | –            | –               | –                | –              | –              | 18         | 16         | –            | –            | –             | –             | –              | –              |         |         |
| Finn Braun | –             | –             | –                | –                | –            | –            | –            | –            | –               | –                | –              | –              | –          | –          | –            | –            | 9             | 3             | –              | –              |         |         |
| Lasse Deimel | –             | –             | –                | –                | –            | –            | –            | –            | –               | –                | –              | –              | 29         | 36         | 42           | dsq          | 25            | 26            | –              | –              |         |         |
| Jannik Faißt | 24            | 27            | –                | –                | –            | –            | –            | –            | –               | –                | –              | –              | 4          | 5          | –            | –            | –             | –             | 19             | 10             |         |         |
| Philipp Fries | 34            | 29            | 45               | 47               | 28           | 31           | –            | –            | 47              | 61               | –              | –              | –          | –          | 39           | 46           | 32            | 42            | –              | –              |         |         |
| Felix Frischmann | –             | –             | –                | –                | –            | –            | –            | –            | –               | –                | –              | –              | –          | –          | –            | –            | 19            | 21            | 51             | 55             |         |         |
| Eric Fuchs | –             | –             | 50               | 29               | 38           | 37           | –            | –            | 27              | 23               | 24             | 29             | –          | –          | 36           | 43           | 41            | 49            | –              | –              |         |         |
| Julian Fussi | 37            | 35            | –                | –                | –            | –            | –            | –            | –               | –                | –              | –              | –          | –          | –            | –            | –             | –             | –              | –              |         |         |
| Luca Geyer | 32            | 13            | 33               | 24               | 9            | 4            | –            | –            | 14              | 35               | dns            | –              | –          | –          | 25           | 21           | 40            | 15            | 67             | 48             |         |         |
| Martin Hamann | –             | –             | –                | –                | –            | –            | –            | –            | –               | –                | –              | –              | –          | –          | –            | –            | 6             | 10            | 2              | 16             |         |         |
| Janne Holz | 44            | 43            | –                | –                | –            | –            | –            | –            | –               | –                | –              | –              | –          | –          | –            | –            | 52            | 28            | –              | –              |         |         |
| Eric Hoyer | –             | –             | 24               | 36               | 27           | 35           | –            | –            | 16              | 34               | 13             | 12             | –          | –          | –            | –            | 11            | 12            | 44             | 22             |         |         |
| Robin Kloß | –             | –             | –                | –                | –            | –            | –            | –            | –               | –                | –              | –              | –          | –          | 32           | 28           | 29            | 17            | dsq            | 45             |         |         |
| Björn Kupke | –             | –             | –                | –                | –            | –            | –            | –            | –               | –                | –              | –              | –          | –          | –            | –            | 49            | 44            | –              | –              |         |         |
| Elias Malcher | –             | –             | –                | –                | –            | –            | –            | –            | –               | –                | –              | –              | –          | –          | –            | –            | 35            | 27            | 46             | 57             |         |         |
| Otto Maus | 54            | 57            | –                | –                | –            | –            | –            | –            | –               | –                | –              | –              | –          | –          | 15           | 22           | 45            | 22            | –              | –              |         |         |
| Alex Reiter | 48            | 50            | –                | –                | –            | –            | –            | –            | –               | –                | –              | –              | –          | –          | –            | –            | –             | –             | –              | –              |         |         |
| Nando Riemann | –             | –             | –                | –                | –            | –            | –            | –            | –               | –                | –              | –              | –          | –          | –            | –            | 30            | 46            | –              | –              |         |         |
| Emanuel Schmid | 21            | 16            | 9                | 21               | –            | –            | –            | –            | 10              | 32               | 26             | 17             | –          | –          | 13           | 9            | 8             | 11            | 35             | 33             |         |         |
| Sebastian Schwarz | –             | –             | 55               | 41               | 46           | 51           | –            | –            | 35              | 29               | –              | –              | –          | –          | 27           | 13           | 41            | 32            | –              | –              |         |         |
| Simon Spiewok | –             | –             | 39               | 6                | 20           | 6            | –            | –            | –               | –                | –              | –              | 8          | 20         | –            | –            | 17            | 9             | 60             | 21             |         |         |
| Simon Steinbeißer | 10            | 12            | 3                | 5                | 12           | 17           | 3            | 4            | –               | –                | –              | –              | –          | –          | 17           | 24           | 21            | 13            | 38             | 35             |         |         |
| Adrian Tittel | 11            | 3             | –                | –                | –            | –            | –            | –            | –               | –                | –              | –              | 2          | 3          | –            | –            | –             | –             | –              | –              |         |         |
| Max Unglaube | –             | –             | –                | –                | –            | –            | –            | –            | –               | –                | –              | –              | –          | –          | –            | –            | 31            | 35            | –              | –              |         |         |
| Simon Vöhringer | –             | –             | 26               | dsq              | –            | –            | –            | –            | –               | –                | –              | –              | –          | –          | –            | –            | 16            | 25            | –              | –              |         |         |
| Norwegia |               |               |                  |                  |              |              |              |              |                 |                  |                |                |            |            |              |              |               |               |                |                |         |         |
| Johannes Årdal | –             | –             | –                | –                | –            | –            | –            | –            | –               | –                | 36             | 25             | –          | –          | 43           | 36           | –             | –             | 43             | 41             |         |         |
| Sander Modalen Bakken | –             | –             | –                | –                | –            | –            | 15           | 20           | –               | –                | 42             | 46             | –          | –          | –            | –            | –             | –             | –              | –              |         |         |
| Fredrik Gran | –             | –             | –                | –                | –            | –            | –            | –            | –               | –                | 17             | 13             | 23         | 29         | –            | –            | –             | –             | –              | –              |         |         |
| Marcus Grønvold | –             | –             | –                | –                | –            | –            | –            | –            | –               | –                | 38             | 41             | –          | –          | –            | –            | –             | –             | –              | –              |         |         |
| Oddvar Gunnerød | –             | –             | –                | –                | –            | –            | –            | –            | –               | –                | 29             | 31             | –          | –          | –            | –            | –             | –             | 45             | 61             |         |         |
| Magnus Heimdahl | –             | –             | –                | –                | –            | –            | –            | –            | –               | –                | 56             | 58             | 48         | 44         | –            | –            | –             | –             | –              | –              |         |         |
| Jesper Nilsen Ingebrigtsvoll | –             | –             | –                | –                | –            | –            | –            | –            | –               | –                | –              | –              | 37         | 17         | –            | –            | –             | –             | –              | –              |         |         |
| Henrik Kaiser | –             | –             | –                | –                | –            | –            | –            | –            | –               | –                | 44             | 52             | –          | –          | –            | –            | –             | –             | –              | –              |         |         |
| Karl Haugen Kleppa | –             | –             | –                | –                | –            | –            | –            | –            | –               | –                | 28             | 19             | –          | –          | 22           | 16           | –             | –             | 21             | 54             |         |         |
| Isak Andreas Langmo | –             | –             | –                | –                | –            | –            | –            | –            | –               | –                | 22             | 22             | –          | –          | 20           | 5            | –             | –             | –              | –              |         |         |
| Jo Rømme Mellingsæter | –             | –             | –                | –                | –            | –            | –            | –            | –               | –                | –              | –              | 39         | 37         | –            | –            | –             | –             | –              | –              |         |         |
| Iver Myhre | –             | –             | –                | –                | –            | –            | 8            | 6            | –               | –                | 32             | 26             | 26         | dsq        | –            | –            | –             | –             | –              | –              |         |         |
| Sigurd Myrvang | –             | –             | –                | –                | –            | –            | –            | –            | –               | –                | 27             | 32             | –          | –          | –            | –            | –             | –             | –              | –              |         |         |
| Sindre Nilsen | –             | –             | –                | –                | –            | –            | –            | –            | –               | –                | 43             | 46             | –          | –          | –            | –            | –             | –             | –              | –              |         |         |
| Iver Olaussen | –             | –             | –                | –                | –            | –            | –            | –            | –               | –                | –              | –              | 13         | 9          | –            | –            | –             | –             | –              | –              |         |         |
| Martin Tonby Opsahl | –             | –             | 45               | 45               | –            | –            | –            | –            | –               | –                | 34             | 36             | –          | –          | –            | –            | –             | –             | –              | –              |         |         |
| Fabian Østvold | –             | –             | –                | –                | –            | –            | –            | –            | –               | –                | 37             | 43             | –          | –          | 9            | 23           | –             | –             | 55             | 58             |         |         |
| Benjamin Pettersen | –             | –             | –                | –                | –            | –            | –            | –            | –               | –                | 48             | 45             | –          | –          | –            | –            | dsq           | 57            | –              | –              |         |         |
| Richard Selbekk-Hansen | –             | –             | –                | –                | –            | –            | –            | –            | –               | –                | –              | –              | 30         | 34         | –            | –            | –             | –             | –              | –              |         |         |
| Brage Stensland-Larsen | –             | –             | –                | –                | –            | –            | –            | –            | –               | –                | 50             | 53             | –          | –          | –            | –            | –             | –             | –              | –              |         |         |
| Mats Strandbråten | –             | –             | –                | –                | –            | –            | –            | –            | –               | –                | 15             | 20             | –          | –          | 29           | 30           | –             | –             | 64             | 63             |         |         |
| Jørgen Oliver Strøm | –             | –             | –                | –                | –            | –            | –            | –            | –               | –                | –              | –              | 16         | 21         | –            | –            | –             | –             | –              | –              |         |         |
| Odd Harald Svenningsen-Fjeld | –             | –             | –                | –                | –            | –            | –            | –            | –               | –                | 35             | 37             | –          | –          | –            | –            | –             | –             | –              | –              |         |         |
| Leonard Taubert | –             | –             | –                | –                | –            | –            | –            | –            | –               | –                | 48             | 50             | –          | –          | –            | –            | –             | –             | –              | –              |         |         |
| Øystein Thorshov | –             | –             | 56               | 54               | –            | –            | –            | –            | –               | –                | –              | –              | –          | –          | –            | –            | –             | –             | –              | –              |         |         |
| Jakob Alvsåker Walseth | –             | –             | –                | –                | –            | –            | –            | –            | –               | –                | 59             | 54             | –          | –          | –            | –            | –             | –             | –              | –              |         |         |
| Polska |               |               |                  |                  |              |              |              |              |                 |                  |                |                |            |            |              |              |               |               |                |                |         |         |
| Tymoteusz Amilkiewicz | –             | –             | –                | –                | –            | –            | –            | –            | 46              | 24               | –              | –              | 28         | 31         | 21           | 14           | –             | –             | 16             | 8              |         |         |
| Klemens Bafia | 56            | 54            | –                | –                | –            | –            | –            | –            | –               | –                | –              | –              | –          | –          | –            | –            | –             | –             | –              | –              |         |         |
| Szymon Byrski | 36            | 37            | –                | –                | 32           | 47           | –            | –            | –               | –                | –              | –              | –          | –          | 58           | 55           | –             | –             | –              | –              |         |         |
| Tymoteusz Cienciała | –             | –             | –                | –                | –            | –            | –            | –            | –               | –                | –              | –              | –          | –          | 54           | 67           | –             | –             | –              | –              |         |         |
| Dawid Dzioboń | –             | –             | –                | –                | –            | –            | –            | –            | –               | –                | –              | –              | –          | –          | 68           | 55           | –             | –             | –              | –              |         |         |
| Jan Galica | 47            | 31            | –                | –                | –            | –            | 9            | 9            | –               | –                | –              | –              | –          | –          | 46           | 42           | 57            | 55            | –              | –              |         |         |
| Jan Habdas | 37            | 18            | –                | –                | –            | –            | –            | –            | –               | –                | –              | –              | –          | –          | –            | –            | –             | –             | 56             | –              |         |         |
| Szymon Jojko | 49            | 53            | –                | –                | –            | –            | –            | –            | 20              | 54               | 25             | 27             | 43         | 42         | 33           | 32           | 43            | 48            | –              | –              |         |         |
| Klemens Joniak | 5             | 8             | –                | –                | 36           | 19           | –            | –            | –               | –                | –              | –              | 25         | 24         | 12           | 12           | 22            | 31            | 47             | 46             |         |         |
| Kacper Juroszek | –             | –             | –                | –                | –            | –            | –            | –            | –               | –                | –              | –              | –          | –          | –            | –            | –             | –             | 22             | 14             |         |         |
| Piotr Kocur | –             | –             | –                | –                | –            | –            | –            | –            | –               | –                | –              | –              | –          | –          | 56           | 57           | –             | –             | –              | –              |         |         |
| Mateusz Król | –             | 61            | –                | –                | –            | –            | –            | –            | –               | –                | –              | –              | –          | –          | –            | –            | –             | –             | –              | –              |         |         |
| Jarosław Krzak | 13            | 17            | 14               | 16               | –            | –            | –            | –            | –               | –                | –              | –              | 38         | 39         | 40           | 54           | 23            | 37            | 54             | 40             |         |         |
| Łukasz Łukaszczyk | 39            | 32            | –                | –                | 8            | 27           | –            | –            | 41              | 8                | –              | –              | 17         | 18         | 16           | 17           | –             | –             | 12             | 19             |         |         |
| Mateusz Maciusiak | –             | –             | –                | –                | –            | –            | –            | –            | –               | –                | –              | –              | –          | –          | 50           | 50           | –             | –             | –              | –              |         |         |
| Stanisław Majerczyk | –             | –             | –                | –                | –            | –            | –            | –            | –               | –                | 30             | 33             | –          | –          | 41           | 44           | –             | –             | –              | 67             |         |         |
| Klemens Murańka | 3             | 1             | –                | –                | –            | –            | –            | –            | –               | –                | –              | –              | –          | –          | –            | –            | –             | –             | –              | –              |         |         |
| Karol Niemczyk | 61            | 58            | –                | –                | –            | –            | –            | –            | –               | –                | –              | –              | –          | –          | –            | –            | –             | –             | –              | –              |         |         |
| Adam Niżnik | 18            | 15            | 7                | 13               | 15           | 21           | 7            | 5            | 5               | 20               | 21             | 14             | 7          | 15         | –            | –            | 20            | 16            | 34             | 29             |         |         |
| Michał Obtułowicz | 69            | 67            | –                | –                | –            | –            | –            | –            | –               | –                | –              | –              | –          | –          | 65           | 69           | –             | –             | –              | –              |         |         |
| Karol Pieczarka | –             | –             | –                | –                | –            | –            | –            | –            | –               | –                | –              | –              | –          | –          | 60           | 68           | –             | –             | –              | –              |         |         |
| Tomasz Pilch | 6             | 6             | –                | –                | –            | –            | –            | –            | –               | –                | –              | –              | –          | –          | –            | –            | –             | –             | 50             | 44             |         |         |
| Szymon Sarniak | 70            | –             | –                | –                | –            | –            | –            | –            | –               | –                | –              | –              | –          | –          | 61           | 59           | –             | –             | –              | –              |         |         |
| Klemens Staszel | 50            | 55            | –                | –                | –            | –            | 11           | 10           | 55              | 45               | –              | –              | –          | –          | 57           | 49           | –             | –             | –              | –              |         |         |
| Andrzej Stękała | 26            | 19            | 21               | 3                | 10           | 23           | –            | –            | –               | –                | –              | –              | –          | –          | –            | –            | –             | –             | –              | –              |         |         |
| Wiktor Szozda | 30            | 45            | 36               | 25               | 25           | 39           | –            | –            | 29              | 30               | –              | –              | 32         | 35         | 28           | 47           | –             | –             | –              | –              |         |         |
| Kacper Tomasiak | 25            | 33            | 20               | 15               | –            | –            | –            | –            | 4               | 18               | 14             | 10             | –          | –          | 7            | 6            | –             | –             | 42             | 36             |         |         |
| Szymon Urbański | –             | –             | –                | –                | 34           | 42           | –            | –            | –               | –                | –              | –              | –          | –          | 52           | 58           | –             | –             | –              | –              |         |         |
| Kamil Waszek | –             | –             | –                | –                | –            | –            | –            | –            | –               | –                | –              | –              | –          | –          | –            | –            | 53            | 51            | –              | –              |         |         |
| Jakub Wolny | 12            | 7             | –                | –                | –            | –            | –            | –            | –               | –                | –              | –              | –          | –          | –            | –            | –             | –             | –              | –              |         |         |
| Marcin Wróbel | 14            | 10            | 12               | 12               | 23           | 5            | 4            | 8            | 40              | 42               | 31             | 35             | –          | –          | 18           | 19           | 12            | 14            | 37             | 38             |         |         |
| Rumunia |               |               |                  |                  |              |              |              |              |                 |                  |                |                |            |            |              |              |               |               |                |                |         |         |
| Radu Borca | –             | –             | –                | –                | –            | –            | 25           | 28           | –               | –                | –              | –              | –          | –          | –            | –            | –             | –             | –              | –              |         |         |
| Daniel Cacina | –             | –             | –                | –                | –            | –            | 6            | 7            | –               | –                | –              | –              | –          | –          | –            | –            | –             | –             | –              | –              |         |         |
| Iustin Comănescu | –             | –             | –                | –                | –            | –            | 24           | 25           | –               | –                | –              | –              | –          | –          | –            | –            | –             | –             | –              | –              |         |         |
| Cezar Crețu | –             | –             | –                | –                | –            | –            | 26           | 29           | –               | –                | –              | –              | –          | –          | –            | –            | –             | –             | –              | –              |         |         |
| Cosmin Donciu | –             | –             | –                | –                | –            | –            | 21           | 22           | –               | –                | –              | –              | –          | –          | –            | –            | –             | –             | –              | –              |         |         |
| Cosmin Drecea | –             | –             | –                | –                | –            | –            | 30           | 26           | –               | –                | –              | –              | –          | –          | –            | –            | –             | –             | –              | –              |         |         |
| Darius Enea | –             | –             | –                | –                | –            | –            | –            | 30           | –               | –                | –              | –              | –          | –          | –            | –            | –             | –             | –              | –              |         |         |
| Andrei Feldorean | –             | –             | –                | –                | –            | –            | 14           | 12           | –               | –                | –              | –              | –          | –          | –            | –            | –             | –             | –              | –              |         |         |
| Alexandru Folea | –             | –             | –                | –                | –            | –            | 18           | 16           | –               | –                | –              | –              | –          | –          | –            | –            | –             | –             | –              | –              |         |         |
| Mircea Jipescu | –             | –             | –                | –                | –            | –            | 10           | 11           | –               | –                | –              | –              | –          | –          | –            | –            | –             | –             | –              | –              |         |         |
| Sorin Mitrofan | –             | –             | –                | –                | –            | –            | 13           | 13           | –               | –                | –              | –              | –          | –          | –            | –            | –             | –             | –              | –              |         |         |
| Robert Săndulescu | –             | –             | –                | –                | –            | –            | 28           | 24           | –               | –                | –              | –              | –          | –          | –            | –            | –             | –             | –              | –              |         |         |
| Mihnea Spulber | –             | –             | –                | –                | –            | –            | 12           | 15           | –               | –                | –              | –              | –          | –          | –            | –            | –             | –             | –              | –              |         |         |
| Damian Tudor | –             | –             | –                | –                | –            | –            | 27           | 27           | –               | –                | –              | –              | –          | –          | –            | –            | –             | –             | –              | –              |         |         |
| Słowacja |               |               |                  |                  |              |              |              |              |                 |                  |                |                |            |            |              |              |               |               |                |                |         |         |
| Erik Kapiaš | 71            | 69            | –                | –                | –            | –            | 16           | 17           | –               | –                | –              | –              | –          | –          | 63           | 62           | –             | –             | 73             | 70             |         |         |
| Hektor Kapustík | –             | –             | –                | –                | –            | –            | –            | –            | –               | –                | –              | –              | –          | –          | 44           | 29           | –             | –             | 49             | 49             |         |         |
| Jakub Karkalík | –             | –             | –                | –                | –            | –            | –            | –            | –               | –                | –              | –              | –          | –          | 69           | 70           | –             | –             | 74             | 71             |         |         |
| Słowenia |               |               |                  |                  |              |              |              |              |                 |                  |                |                |            |            |              |              |               |               |                |                |         |         |
| Žiga Balažič | –             | –             | –                | –                | –            | –            | –            | –            | –               | –                | –              | –              | –          | –          | 48           | 41           | –             | –             | –              | –              |         |         |
| Maksim Bartolj | 15            | 21            | 27               | 18               | 18           | 29           | –            | –            | –               | –                | –              | –              | –          | –          | –            | –            | –             | –             | –              | –              |         |         |
| Tadej Bedenik | –             | –             | –                | –                | –            | –            | –            | –            | –               | –                | –              | –              | –          | –          | –            | –            | 51            | 43            | –              | –              |         |         |
| Jan Bombek | –             | –             | 22               | 33               | –            | –            | –            | –            | –               | –                | –              | –              | –          | –          | –            | –            | –             | –             | –              | –              |         |         |
| Jaka Drinovec | 41            | 41            | –                | –                | 17           | 32           | –            | –            | –               | –                | –              | –              | –          | –          | –            | –            | –             | –             | 16             | 25             |         |         |
| Enej Faletič | 27            | 28            | –                | –                | 41           | dsq          | –            | –            | –               | –                | –              | –              | –          | –          | –            | –            | –             | –             | 33             | 31             |         |         |
| Matic Garbajs | –             | –             | –                | –                | –            | –            | –            | –            | –               | –                | –              | –              | –          | –          | –            | –            | 48            | 52            | –              | –              |         |         |
| Nik Gostiša Lah | –             | –             | –                | –                | –            | –            | –            | –            | –               | –                | –              | –              | –          | –          | 38           | 34           | –             | –             | 58             | 52             |         |         |
| Mark Hafnar | –             | –             | –                | –                | –            | –            | –            | –            | –               | –                | –              | –              | 44         | dsq        | –            | –            | –             | –             | 30             | 43             |         |         |
| Teodor Igor Herbstritt | –             | –             | –                | –                | –            | –            | –            | –            | 56              | 38               | –              | –              | –          | –          | –            | –            | –             | –             | –              | –              |         |         |
| Nejc Ingolič | –             | –             | –                | –                | –            | –            | –            | –            | –               | –                | –              | –              | –          | –          | –            | –            | 38            | 47            | –              | –              |         |         |
| Žiga Jančar | –             | –             | –                | –                | 16           | 14           | –            | –            | 39              | 12               | –              | –              | –          | –          | –            | –            | 33            | 33            | –              | –              |         |         |
| Timotej Jeglič | –             | –             | –                | –                | –            | –            | –            | –            | 22              | 48               | –              | –              | –          | –          | 62           | 35           | –             | –             | –              | –              |         |         |
| Martin Jekovec | –             | –             | –                | –                | –            | –            | –            | –            | –               | –                | –              | –              | –          | –          | 36           | 53           | –             | –             | –              | –              |         |         |
| Matic Jereb | 62            | 49            | 51               | 46               | dsq          | 45           | –            | –            | 33              | 37               | –              | –              | –          | –          | 51           | 48           | –             | –             | –              | –              |         |         |
| Jaka Kramer | –             | –             | –                | –                | –            | –            | –            | –            | 37              | 36               | –              | –              | –          | –          | –            | –            | 46            | 30            | –              | –              |         |         |
| Rok Masle | –             | –             | –                | –                | 48           | 22           | –            | –            | 23              | 13               | 4              | 9              | –          | –          | –            | –            | –             | –             | 40             | 39             |         |         |
| Rok Oblak | –             | –             | –                | –                | –            | –            | –            | –            | –               | –                | –              | –              | 21         | 8          | –            | –            | –             | –             | –              | –              |         |         |
| Gašper Presečnik | –             | –             | –                | –                | –            | –            | –            | –            | –               | –                | –              | –              | –          | –          | –            | –            | 34            | 53            | –              | –              |         |         |
| Jernej Presečnik | 7             | 24            | –                | –                | –            | –            | –            | –            | 9               | 5                | 10             | 11             | –          | –          | –            | –            | –             | –             | 18             | dsq            |         |         |
| Anej Razpotnik | 55            | 63            | –                | –                | 52           | 46           | –            | –            | –               | –                | –              | –              | –          | –          | –            | –            | –             | –             | –              | –              |         |         |
| Ažbe Remic | –             | –             | –                | –                | –            | –            | –            | –            | 59              | 57               | –              | –              | –          | –          | –            | –            | –             | –             | –              | –              |         |         |
| Miha Sinčič | –             | –             | –                | –                | –            | –            | –            | –            | –               | –                | –              | –              | –          | –          | 30           | 31           | –             | –             | –              | –              |         |         |
| Marcel Stržinar | –             | –             | –                | –                | 24           | 20           | –            | –            | –               | –                | –              | –              | –          | –          | 26           | 27           | –             | –             | 29             | 34             |         |         |
| Urban Šimnic | 51            | 42            | –                | –                | –            | –            | –            | –            | 49              | 14               | –              | –              | –          | –          | –            | –            | –             | –             | 39             | 28             |         |         |
| Nejc Toporiš | –             | –             | –                | –                | –            | –            | –            | –            | –               | –                | –              | –              | –          | –          | –            | –            | 26            | 24            | –              | –              |         |         |
| Alexei Urevc | 45            | 40            | –                | –                | –            | –            | –            | –            | –               | –                | –              | –              | –          | –          | –            | –            | –             | –             | –              | –              |         |         |
| Andraž Vereš | 57            | 62            | –                | –                | –            | –            | –            | –            | –               | –                | –              | –              | –          | –          | 64           | 65           | –             | –             | –              | –              |         |         |
| Matija Vidic | –             | –             | 23               | 1                | –            | –            | –            | –            | –               | –                | –              | –              | –          | –          | –            | –            | –             | –             | –              | –              |         |         |
| Patrik Vitez | –             | –             | 37               | 38               | 29           | 24           | –            | –            | –               | –                | –              | –              | –          | –          | –            | –            | –             | –             | –              | –              |         |         |
| Gorazd Završnik | –             | –             | –                | –                | 14           | 9            | –            | –            | –               | –                | –              | –              | –          | –          | 34           | 33           | –             | –             | 24             | 27             |         |         |
| Ožbe Zupan | 52            | 25            | 32               | 31               | –            | –            | –            | –            | 32              | 27               | –              | –              | –          | –          | 31           | 45           | –             | –             | 56             | dsq            |         |         |
| Stany Zjednoczone |               |               |                  |                  |              |              |              |              |                 |                  |                |                |            |            |              |              |               |               |                |                |         |         |
| Jason Colby | –             | –             | –                | –                | –            | –            | 5            | 3            | –               | –                | –              | –              | –          | –          | –            | –            | –             | –             | –              | –              |         |         |
| Lucas Gasienica | –             | –             | –                | –                | –            | –            | –            | –            | –               | –                | –              | –              | –          | –          | 67           | 60           | 58            | 59            | dsq            | dns            |         |         |
| Maxim Glyvka | 66            | 64            | 61               | 60               | –            | –            | 23           | 21           | –               | –                | –              | –              | –          | –          | –            | –            | –             | –             | –              | –              |         |         |
| Bryce Kloc | 67            | 71            | –                | –                | –            | –            | –            | –            | –               | –                | –              | –              | –          | –          | 66           | 61           | dns           | 56            | –              | –              |         |         |
| Szwajcaria |               |               |                  |                  |              |              |              |              |                 |                  |                |                |            |            |              |              |               |               |                |                |         |         |
| Sandro Hauswirth | –             | –             | 11               | 8                | –            | –            | –            | –            | 11              | 31               | –              | –              | –          | –          | –            | –            | –             | –             | –              | –              |         |         |
| Mauro Imhof | 59            | 51            | 43               | 39               | –            | –            | –            | –            | 60              | 64               | –              | –              | –          | –          | –            | –            | –             | –             | –              | –              |         |         |
| Remo Imhof | –             | –             | 2                | 4                | –            | –            | –            | –            | –               | –                | –              | –              | –          | –          | –            | –            | –             | –             | –              | –              |         |         |
| Juri Kesseli | 33            | 36            | 28               | 48               | –            | –            | –            | –            | 36              | 16               | –              | –              | –          | –          | –            | –            | –             | –             | –              | –              |         |         |
| Lean Niederberger | 22            | 39            | 44               | 37               | –            | –            | –            | –            | 58              | 40               | –              | –              | –          | –          | –            | –            | –             | –             | –              | –              |         |         |
| Marius Sieber | 43            | 46            | 47               | 49               | –            | –            | –            | –            | 16              | 17               | –              | –              | –          | –          | –            | –            | –             | –             | –              | –              |         |         |
| Micha Sturm | –             | –             | 60               | 57               | –            | –            | –            | –            | 70              | 70               | –              | –              | –          | –          | –            | –            | –             | –             | –              | –              |         |         |
| Yanick Wasser | –             | –             | 18               | 30               | –            | –            | –            | –            | 8               | 9                | –              | –              | –          | –          | –            | –            | –             | –             | –              | –              |         |         |
| Szwecja |               |               |                  |                  |              |              |              |              |                 |                  |                |                |            |            |              |              |               |               |                |                |         |         |
| Tobias Fröier | –             | –             | –                | –                | –            | –            | –            | –            | –               | –                | 41             | 42             | 42         | 43         | –            | –            | –             | –             | –              | –              |         |         |
| Rickard Nyström | –             | –             | –                | –                | –            | –            | –            | –            | –               | –                | 65             | 68             | 47         | 46         | –            | –            | –             | –             | –              | –              |         |         |
| Turcja |               |               |                  |                  |              |              |              |              |                 |                  |                |                |            |            |              |              |               |               |                |                |         |         |
| Alihan Aktaş | 72            | 74            | –                | –                | –            | –            | –            | –            | –               | –                | –              | –              | –          | –          | –            | –            | –             | –             | –              | –              |         |         |
| Taha Emin Delikaya | 68            | 65            | –                | –                | –            | –            | –            | –            | –               | –                | –              | –              | –          | –          | –            | –            | –             | –             | –              | –              |         |         |
| Aydın Eren Şimşek | 77            | 77            | –                | –                | –            | –            | –            | –            | –               | –                | –              | –              | –          | –          | –            | –            | –             | –             | –              | –              |         |         |
| Ukraina |               |               |                  |                  |              |              |              |              |                 |                  |                |                |            |            |              |              |               |               |                |                |         |         |
| Wasyl Buchonko | 65            | 68            | –                | –                | –            | –            | 22           | dsq          | 66              | 66               | –              | –              | –          | –          | dsq          | 62           | –             | –             | –              | –              |         |         |
| Denys Cwietkow | 63            | 70            | –                | –                | –            | –            | 19           | 19           | 64              | 62               | –              | –              | 46         | 45         | 55           | 52           | –             | –             | –              | –              |         |         |
| Władysław Druczkiw | 75            | 73            | –                | –                | –            | –            | –            | –            | 72              | dns              | –              | –              | –          | –          | –            | –            | –             | –             | –              | –              |         |         |
| Dmytro Palijczuk | 74            | 75            | –                | –                | –            | –            | 29           | 23           | 71              | 71               | –              | –              | 49         | 47         | –            | –            | –             | –             | –              | –              |         |         |
| Mykoła Smyk | 40            | 66            | –                | –                | –            | –            | 17           | 14           | 53              | 55               | –              | –              | –          | –          | 24           | 39           | –             | –             | –              | –              |         |         |
| Włochy |               |               |                  |                  |              |              |              |              |                 |                  |                |                |            |            |              |              |               |               |                |                |         |         |
| Andrea Campregher | –             | –             | –                | –                | –            | –            | –            | –            | –               | –                | –              | –              | –          | –          | –            | –            | –             | –             | 9              | 6              |         |         |
| Francesco Cecon | –             | –             | –                | –                | –            | –            | –            | –            | –               | –                | –              | –              | –          | –          | –            | –            | –             | –             | 31             | 5              |         |         |
| Martino Zambenedetti | –             | –             | –                | –                | –            | –            | –            | –            | –               | –                | –              | –              | –          | –          | –            | –            | –             | –             | 70             | 65             |         |         |
| Legenda |               |               |                  |                  |              |              |              |              |                 |                  |                |                |            |            |              |              |               |               |                |                |         |         |
| 1-3 4-30 poniżej 30 dns – Zawodnik zgłoszony, nie wystartował w konkursie. dsq – Zawodnik został zdyskwalifikowany w konkursie – – Zawodnik nie został zgłoszony do konkursu. |               |               |                  |                  |              |              |              |              |                 |                  |                |                |            |            |              |              |               |               |                |                |         |         |

## Klasyfikacja generalna
| Źródło  | Źródło                       | Źródło  | Źródło |
| Miejsce | Zawodnik                     | Występy | Punkty |
| ------- | ---------------------------- | ------- | ------ |
| 1.      | Stefan Rainer                | 18      | 1175   |
| 2.      | Francisco Mörth              | 10      | 759    |
| 3.      | Timon-Pascal Kahofer         | 14      | 750    |
| 4.      | Ulrich Wohlgenannt           | 12      | 742    |
| 5.      | Markus Rupitsch              | 12      | 441    |
| 6.      | Niklas Bachlinger            | 12      | 437    |
| 7.      | Marco Wörgötter              | 6       | 405    |
| 8.      | David Haagen                 | 16      | 376    |
| 9.      | Adam Niżnik                  | 18      | 356    |
| 10.     | Simon Steinbeißer            | 14      | 350    |
| 11.     | Raffael Zimmermann           | 10      | 304    |
| 12.     | Marcin Wróbel                | 18      | 288    |
| 13.     | André Fussenegger            | 12      | 259    |
| 14.     | Hannes Landerer              | 4       | 244    |
| 15.     | Adrian Tittel                | 4       | 224    |
| 16.     | Julijan Smid                 | 12      | 216    |
| 16.     | Kacper Tomasiak              | 12      | 216    |
| 18.     | Emanuel Schmid               | 14      | 214    |
| 19.     | Lukas Haagen                 | 8       | 204    |
| 20.     | Johannes Pölz                | 4       | 201    |
| 21.     | Simon Spiewok                | 10      | 187    |
| 22.     | Stephan Embacher             | 2       | 180    |
| 22.     | Jernej Presečnik             | 8       | 180    |
| 24.     | Danił Wasiljew               | 4       | 172    |
| 24.     | Janni Reisenauer             | 8       | 172    |
| 26.     | Martin Hamann                | 4       | 161    |
| 27.     | Jonas Schuster               | 2       | 160    |
| 27.     | Klemens Murańka              | 2       | 160    |
| 29.     | Łukasz Łukaszczyk            | 12      | 158    |
| 30.     | Luca Geyer                   | 14      | 156    |
| 31.     | Klemens Joniak               | 12      | 155    |
| 32.     | Jannik Faißt                 | 6       | 144    |
| 33.     | Remo Imhof                   | 2       | 130    |
| 34.     | Eric Hoyer                   | 12      | 123    |
| 35.     | Andrzej Stękała              | 6       | 121    |
| 36.     | Rok Masle                    | 8       | 116    |
| 37.     | Matija Vidic                 | 2       | 108    |
| 38.     | Kaimar Vagul                 | 8       | 106    |
| 39.     | Jason Colby                  | 2       | 105    |
| 40.     | Jules Chervet                | 4       | 90     |
| 41.     | Finn Braun                   | 2       | 89     |
| 42.     | Tymoteusz Amilkiewicz        | 8       | 85     |
| 43.     | Iver Myhre                   | 6       | 82     |
| 44.     | Tomasz Pilch                 | 4       | 80     |
| 44.     | Sandro Hauswirth             | 4       | 80     |
| 46.     | Daniel Cacina                | 2       | 76     |
| 47.     | Yanick Wasser                | 4       | 75     |
| 47.     | Jarosław Krzak               | 12      | 75     |
| 49.     | Isak Andreas Langmo          | 4       | 74     |
| 50.     | Andrea Campregher            | 2       | 69     |
| 51.     | Radek Rýdl                   | 11      | 66     |
| 52.     | Louis Obersteiner            | 4       | 61     |
| 53.     | Jakub Wolny                  | 2       | 58     |
| 53.     | Maksim Bartolj               | 6       | 58     |
| 53.     | Gorazd Završnik              | 6       | 58     |
| 53.     | Jan Galica                   | 8       | 58     |
| 57.     | Paavo Romppainen             | 6       | 57     |
| 58.     | Žiga Jančar                  | 6       | 55     |
| 59.     | Sakutarō Kobayashi           | 4       | 54     |
| 60.     | Mircea Jipescu               | 2       | 50     |
| 60.     | Klemens Staszel              | 8       | 50     |
| 62.     | Iver Olaussen                | 2       | 49     |
| 62.     | Karl Haugen Kleppa           | 6       | 49     |
| 64.     | Ben Bayer                    | 6       | 48     |
| 65.     | Francesco Cecon              | 2       | 45     |
| 66.     | Fredrik Gran                 | 4       | 44     |
| 67.     | Rok Oblak                    | 2       | 42     |
| 68.     | Andrei Feldorean             | 2       | 40     |
| 68.     | Sorin Mitrofan               | 2       | 40     |
| 68.     | Ilja Miziernych              | 4       | 40     |
| 68.     | Ari Repellin                 | 6       | 40     |
| 72.     | Mykoła Smyk                  | 8       | 39     |
| 73.     | Mico Ahonen                  | 2       | 38     |
| 73.     | Mihnea Spulber               | 2       | 38     |
| 73.     | Tomofumi Naitō               | 2       | 38     |
| 76.     | Peter Resinger               | 2       | 37     |
| 76.     | Fabian Østvold               | 6       | 37     |
| 76.     | Mathéo Vernier               | 6       | 37     |
| 79.     | Josef Buchar                 | 8       | 36     |
| 79.     | Daniel Škarka                | 14      | 36     |
| 81.     | Jaka Drinovec                | 6       | 35     |
| 82.     | Vilho Palosaari              | 2       | 34     |
| 82.     | Nikolaus Humml               | 4       | 34     |
| 82.     | Otto Maus                    | 6       | 34     |
| 85.     | Elias Medwed                 | 6       | 33     |
| 86.     | Fabian Held                  | 2       | 30     |
| 86.     | Mats Strandbråten            | 6       | 30     |
| 88.     | Siergiej Tkaczenko           | 4       | 29     |
| 88.     | Marius Sieber                | 6       | 29     |
| 88.     | Marcel Stržinar              | 6       | 29     |
| 88.     | Erik Kapiaš                  | 8       | 29     |
| 92.     | Alexandru Folea              | 2       | 28     |
| 92.     | Tuomas Kinnunen              | 4       | 28     |
| 94.     | Kacper Juroszek              | 2       | 27     |
| 94.     | Ryūsei Ikeda                 | 2       | 27     |
| 94.     | Sander Modalen Bakken        | 4       | 27     |
| 94.     | Benedikt Holub               | 7       | 27     |
| 94.     | Sebastian Schwarz            | 10      | 27     |
| 99.     | Simon Vöhringer              | 4       | 26     |
| 100.    | Jørgen Oliver Strøm          | 2       | 25     |
| 101.    | Krasimir Simitczijski        | 2       | 24     |
| 101.    | Michael Hofer-Zauner         | 4       | 24     |
| 101.    | Denys Cwietkow               | 10      | 24     |
| 104.    | Eric Fuchs                   | 12      | 23     |
| 105.    | Felix Frischmann             | 4       | 22     |
| 106.    | Henri Kavilo                 | 4       | 21     |
| 106.    | Urban Šimnic                 | 6       | 21     |
| 106.    | Szymon Jojko                 | 12      | 21     |
| 109.    | Cosmin Donciu                | 2       | 19     |
| 109.    | Robin Kloß                   | 6       | 19     |
| 109.    | Wiktor Szozda                | 12      | 19     |
| 112.    | Juri Kesseli                 | 6       | 18     |
| 112.    | Maxim Glyvka                 | 6       | 18     |
| 114.    | Jesper Nilsen Ingebrigtsvoll | 2       | 14     |
| 114.    | Clemens Vinatzer             | 4       | 14     |
| 116.    | Iustin Comănescu             | 2       | 13     |
| 116.    | Jan Habdas                   | 3       | 13     |
| 116.    | Lasse Deimel                 | 6       | 13     |
| 119.    | Nejc Toporiš                 | 2       | 12     |
| 119.    | Timi Heiskanen               | 4       | 12     |
| 121.    | Sōta Kudō                    | 2       | 10     |
| 121.    | Robert Săndulescu            | 2       | 10     |
| 121.    | Dmytro Palijczuk             | 8       | 10     |
| 121.    | Ožbe Zupan                   | 10      | 10     |
| 125.    | Radu Borca                   | 2       | 9      |
| 125.    | Jan Bombek                   | 2       | 9      |
| 125.    | Kanchi Yamane                | 2       | 9      |
| 125.    | Patrik Vitez                 | 4       | 9      |
| 125.    | Timotej Jeglič               | 4       | 9      |
| 125.    | Jang Sun-woong               | 6       | 9      |
| 125.    | Lean Niederberger            | 6       | 9      |
| 125.    | Wasyl Buchonko               | 8       | 9      |
| 133.    | Damian Tudor                 | 2       | 8      |
| 134.    | Cezar Crețu                  | 2       | 7      |
| 134.    | Sébastien Woodbridge         | 4       | 7      |
| 134.    | Enej Faletič                 | 6       | 7      |
| 137.    | Cosmin Drecea                | 2       | 6      |
| 137.    | Kevin Maltsev                | 2       | 6      |
| 137.    | Johannes Årdal               | 6       | 6      |
| 137.    | Julien Gay                   | 6       | 6      |
| 141.    | Alessandro Batby             | 2       | 5      |
| 141.    | Philipp Fries                | 12      | 5      |
| 143.    | Sigurd Myrvang               | 2       | 4      |
| 143.    | Arttu Pohjola                | 2       | 4      |
| 143.    | Jannik Morin                 | 4       | 4      |
| 143.    | Lü Yixin                     | 4       | 4      |
| 143.    | Elias Malcher                | 4       | 4      |
| 148.    | Taku Takeuchi                | 2       | 3      |
| 148.    | Tomas Kuisma                 | 4       | 3      |
| 148.    | Janne Holz                   | 4       | 3      |
| 148.    | Kryštof Hauser               | 13      | 3      |
| 152.    | Daimatsu Takehana            | 2       | 2      |
| 152.    | Oddvar Gunnerød              | 4       | 2      |
| 152.    | Hektor Kapustík              | 4       | 2      |
| 152.    | David Rygl                   | 10      | 2      |
| 156.    | Darius Enea                  | 1       | 1      |
| 156.    | Nando Riemann                | 2       | 1      |
| 156.    | Richard Selbekk-Hansen       | 2       | 1      |
| 156.    | Tobias Hussl                 | 2       | 1      |
| 156.    | Miha Sinčič                  | 2       | 1      |
| 156.    | Mark Hafnar                  | 4       | 1      |
| 156.    | Jaka Kramer                  | 4       | 1      |
| 156.    | Stanisław Majerczyk          | 5       | 1      |